# La Danse au soleil
La Danse au soleil (titre original : Sundance) est une nouvelle de science-fiction de Robert Silverberg, s'inscrivant dans le cadre de la science-fiction «  new wave ».

## Publications
Entre 1969 et 2014, la nouvelle a été éditée à une cinquantaine de reprises dans des recueils de nouvelles de Robert Silverberg ou des anthologies de science-fiction.

### Publications aux États-Unis
La nouvelle est parue en juin 1969 chez The Magazine of Fantasy & Science Fiction sous le titre Sundance.
Elle a ensuite été régulièrement rééditée dans de nombreux recueils de Robert Silverberg et diverses anthologies.

### Publications en France
La nouvelle a été publiée en France :
- dans Fiction no 190, éditions OPTA, octobre 1969 ;
- dans l'anthologie Mourir au futur, éditions 10/18 no 1048, 2e trimestre 1976  (ISBN 2-264-00038-4) ;
- dans l'anthologie Le Livre d'or de la science-fiction : Robert Silverberg, 1979 ;
- dans l'anthologie Voir l'invisible, éditions Presses Pocket no 5032, 1988  (ISBN 2-266-02713-1)
- en 2002, dans l'anthologie Le Chemin de la nuit paru chez Flammarion, avec une traduction de Pierre-Paul Durastanti et Bruno Martin, avec une nouvelle édition en livre de poche chez J'ai lu en 2004. Elle est donc l'une des 124 « meilleures nouvelles » de Silverberg sélectionnées pour l'ensemble de recueils Nouvelles au fil du temps, dont Le Chemin de la nuit est le premier tome.

### Publication en Grande-Bretagne
La nouvelle a été publiée en Grande-Bretagne dans l'anthologie To the Dark Star (1991).

### Publications dans d'autres pays européens
La nouvelle a été publiée :
- en Allemagne :
  - sous le titre Schicksalsgefährten (1970) ;
  - sous le titre Sonnentanz (1970) ;
  - sous le titre Sonnentanz (1975) ;
- aux Pays-Bas sous le titre Zonnedans (1977) ;
- en Italie sous le titre La danza del sole (1977) ;
- en Croatie sous le titre Ples suncu (1982).

## Remarque sur la composition
Qualifiée d'« expérimentale » par Silverberg, cette nouvelle, qui s'inscrit dans le cadre de la « science-fiction New wave », alterne les modes narratifs : l'auteur narre le récit à la première personne (aspect subjectif personnel du personnage, qui délire progressivement), à la deuxième personne et à la troisième personne (aspects subjectifs : comportement du personnage vu de l'extérieur).

## Résumé
Tom Deux-Rubans, descendant d'indien d'Amérique (Sioux), est chargé de tuer des extraterrestres appelés les Voraces. Mais ces derniers sont-ils stupides ou dotés d'intelligence ? 
Entre rêve et réalité, le héros ne sait plus trop où il en est… Alors il danse avec les Voraces, pour atteindre la communion spirituelle avec eux… 